# Liste der Moderatoren beim Eurovision Song Contest
Dieser Artikel behandelt das Thema der Moderatoren des Eurovision Song Contests näher. Die Moderatoren sind in diesem Artikel nach Jahrzehnten aufgeteilt.

## Moderatoren 1950er
In den Ausgaben von 1956 bis 1959 war es der Normalfall, dass es lediglich eine Moderatorin bzw. 1956 einen Moderator gab. Lohengrin Filipello ist bis heute der einzige Mann, der jemals alleine den Wettbewerb moderierte.
| Jahr | Gastgeber                                   | Moderatoren         |
| ---- | ------------------------------------------- | ------------------- |
| 1956 | Schweiz                                     | Lohengrin Filipello |
| 1957 | Deutschland (in Vertretung für die Schweiz) | Anaid Iplicjian     |
| 1958 | Niederlande                                 | Hannie Lips         |
| 1959 | Frankreich                                  | Jacqueline Joubert  |

## Moderatoren 1960er

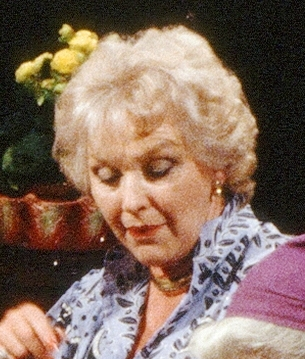
Katie Boyle (hier 1988), moderierte den Wettbewerb drei Mal in den 1960er

In den 1960er Jahren führte lediglich eine Moderatorin durch den Abend. Besonders hervorzuheben ist herbei die Moderatorin Katie Boyle, die in diesem Zeitraum drei Mal als Gastgeberin fungierte.
| Jahr | Gastgeber                                                  | Moderatoren        |
| ---- | ---------------------------------------------------------- | ------------------ |
| 1960 | Vereinigtes Königreich (in Vertretung für die Niederlande) | Katie Boyle        |
| 1961 | Frankreich                                                 | Jacqueline Joubert |
| 1962 | Luxemburg                                                  | Mireille Delannoy  |
| 1963 | Vereinigtes Königreich (in Vertretung für Frankreich)      | Katie Boyle        |
| 1964 | Dänemark                                                   | Lotte Wæver        |
| 1965 | Italien                                                    | Renata Mauro       |
| 1966 | Luxemburg                                                  | Josiane Shen       |
| 1967 | Österreich                                                 | Erica Vaal         |
| 1968 | Vereinigtes Königreich                                     | Katie Boyle        |
| 1969 | Spanien                                                    | Laurita Valenzuela |

## Moderatoren 1970er

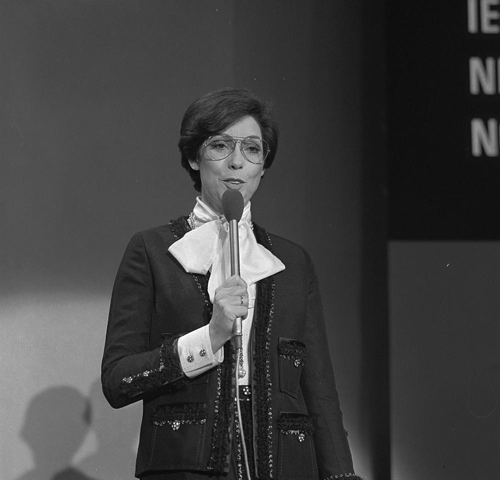
Corry Brokken, hier 1976 als Moderatorin, war die erste ehemalige Interpretin, die als Moderatorin in Erscheinung trat

Bis 1977 war es weiterhin der Fall, dass jeweils eine Moderatorin als Gastgeber fungierte. 1978 gab es dann mit dem Duett Denise Fabre & Léon Zitrone erstmals mehr als eine Moderatorin bzw. einen Moderator. Ebenfalls gab es 1976 mit Corry Brokken erstmals den Fall, dass eine ehemalige Interpretin bzw. Siegerin des Song Contests als Moderatorin fungierte.
| Jahr | Gastgeber                                            | Moderatoren                  |
| ---- | ---------------------------------------------------- | ---------------------------- |
| 1970 | Niederlande                                          | Willy Dobbe                  |
| 1971 | Irland                                               | Bernadette Ní Ghallchóir     |
| 1972 | Vereinigtes Königreich (in Vertretung für Monaco)    | Moira Shearer                |
| 1973 | Luxemburg                                            | Helga Guitton                |
| 1974 | Vereinigtes Königreich (in Vertretung für Luxemburg) | Katie Boyle                  |
| 1975 | Schweden                                             | Karin Falck                  |
| 1976 | Niederlande                                          | Corry Brokken                |
| 1977 | Vereinigtes Königreich                               | Angela Rippon                |
| 1978 | Frankreich                                           | Denise Fabre & Léon Zitrone  |
| 1979 | Israel                                               | Jardena Arasi & Daniel Pe’er |

## Moderatoren 1980er

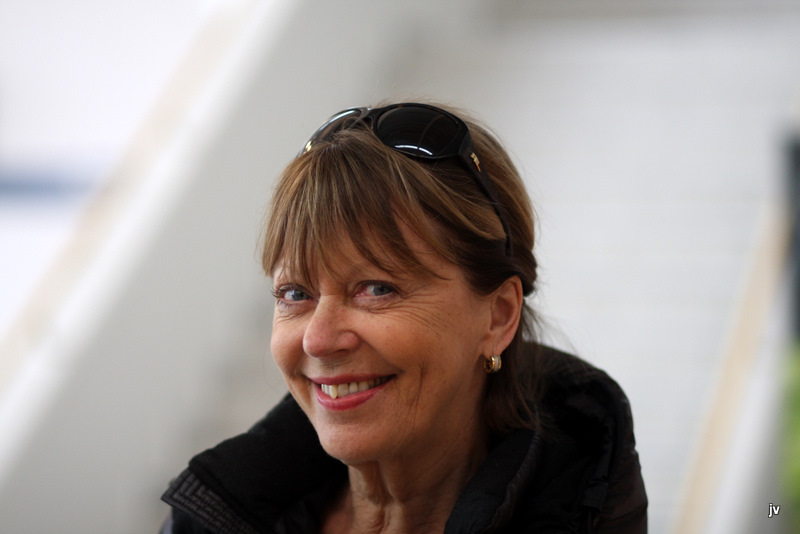
Lill Lindfors (hier 2009), war ebenfalls zuvor als Interpretin angetreten und moderierte den Wettbewerb 1985

Von 1980 bis 1987 führten wieder alleinig Moderatorinnen durch den Abend. Erst 1988 und 1989 gab es wieder ein Duett bestehend aus einem Moderator und einer Moderatorin. 1985 und 1986 gab es mit Lill Lindfors bzw. Åse Kleveland weitere ehemalige Teilnehmerinnen des Wettbewerbes, die als Moderatorinnen fungierten.
| Jahr | Gastgeber                              | Moderatoren                        |
| ---- | -------------------------------------- | ---------------------------------- |
| 1980 | Niederlande (in Vertretung für Israel) | Marlous Fluitsma                   |
| 1981 | Irland                                 | Doireann Ní Bhriain                |
| 1982 | Vereinigtes Königreich                 | Jan Leeming                        |
| 1983 | BR Deutschland                         | Marlène Charell                    |
| 1984 | Luxemburg                              | Désirée Nosbusch                   |
| 1985 | Schweden                               | Lill Lindfors                      |
| 1986 | Norwegen                               | Åse Kleveland                      |
| 1987 | Belgien                                | Viktor Lazlo                       |
| 1988 | Irland                                 | Michelle Rocca & Pat Kenny         |
| 1989 | Schweiz                                | Lolita Morena & Jacques Deschenaux |

## Moderatoren 1990er

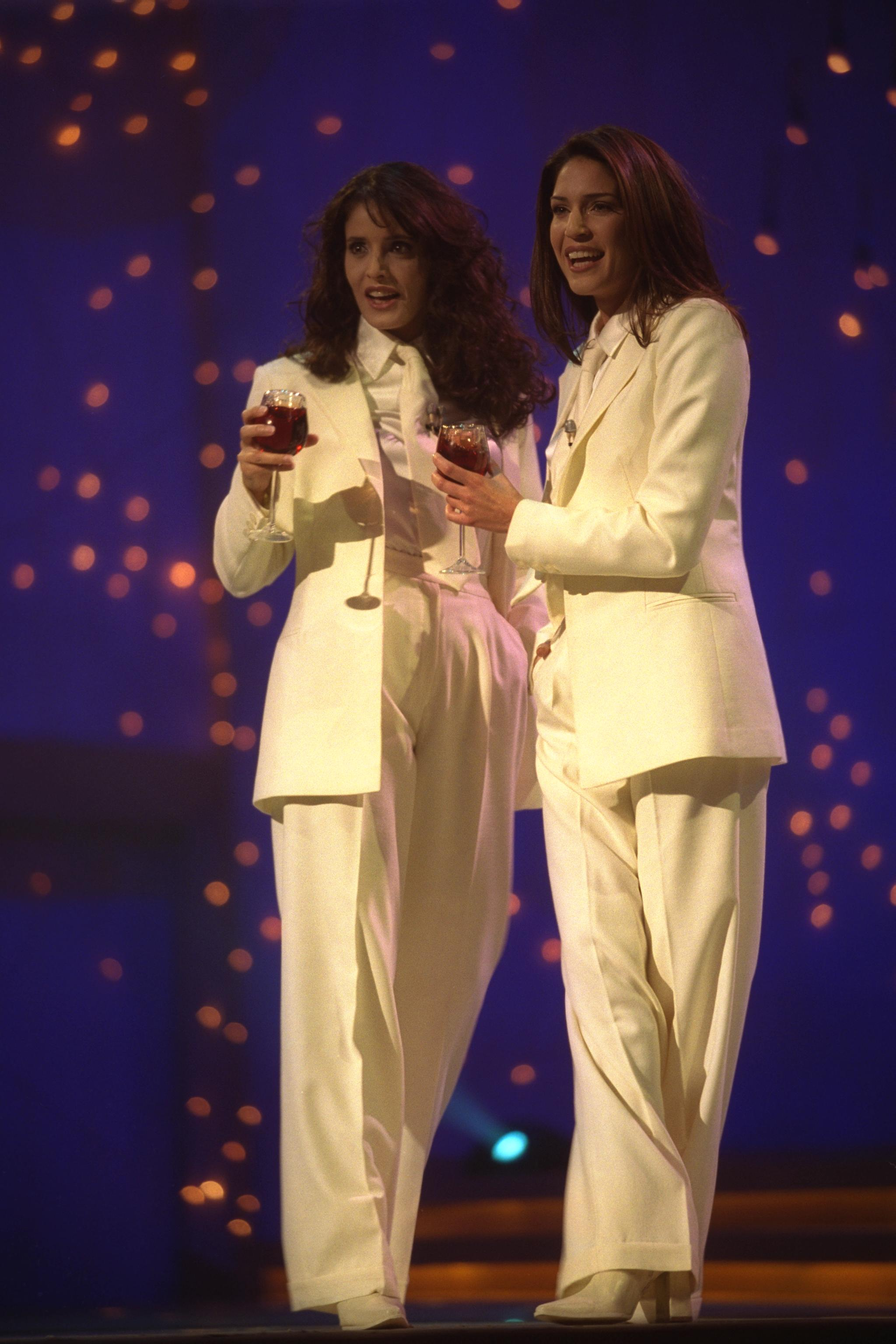
Sigal Shachmon & Dafna Dekel beim Wettbewerb 1999

In den 1990er Jahren gab es häufig ein Duett bestehend aus Moderator und Moderatorin als Gastgeber, 1993 und 1995 hingegen gab es nur eine Moderatorin. Mit Gigliola Cinquetti & Toto Cutugno gab es 1991 erstmals eine Moderation, die nur aus zwei ehemaligen Eurovision Siegern bzw. ehemaligen Interpreten bestand. 1999 gab es erstmals den Fall, dass drei Moderatoren als Gastgeber fungierten.
| Jahr | Gastgeber              | Moderatoren                               |
| ---- | ---------------------- | ----------------------------------------- |
| 1990 | Jugoslawien            | Helga Vlahović & Oliver Mlakar            |
| 1991 | Italien                | Gigliola Cinquetti & Toto Cutugno         |
| 1992 | Schweden               | Lydia Capolicchio & Harald Treutiger      |
| 1993 | Irland                 | Fionnuala Sweeney                         |
| 1994 | Irland                 | Cynthia Ní Mhurchú & Gerry Ryan           |
| 1995 | Irland                 | Mary Kennedy                              |
| 1996 | Norwegen               | Ingvild Bryn & Morten Harket              |
| 1997 | Irland                 | Carrie Crowley & Ronan Keating            |
| 1998 | Vereinigtes Königreich | Ulrika Jonsson & Terry Wogan              |
| 1999 | Israel                 | Dafna Dekel, Sigal Shachmon & Yigal Ravid |

## Moderatoren 2000er

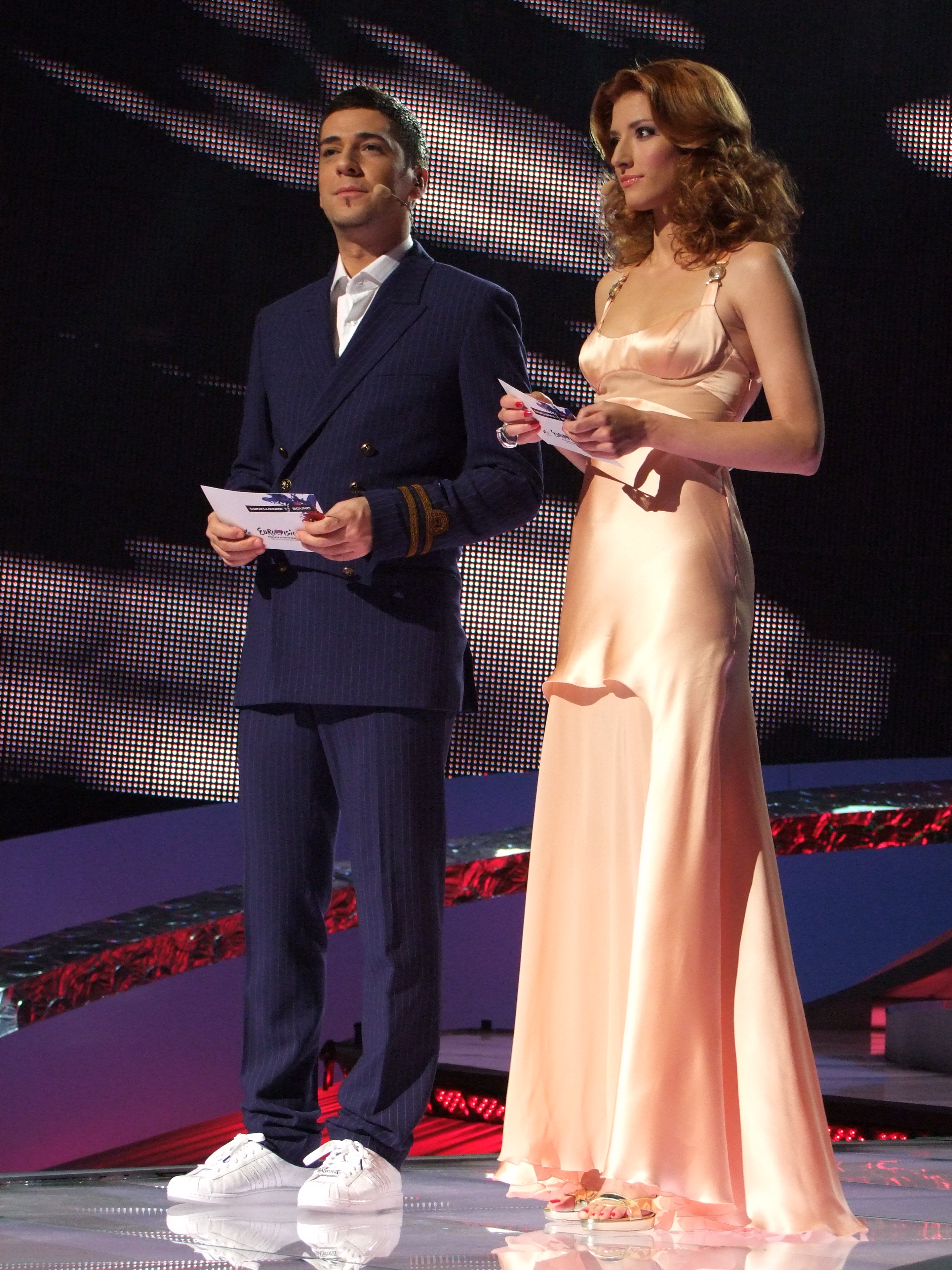
Jovana Janković & Željko Joksimović 2008 beim Song Contest

In den 2000er Jahren gab es in fast jedem Jahr, mit Ausnahme von 2007, eine Moderation bestehend aus einem Duett von Moderator und Moderatorin. Mit Marie N & Renārs Kaupers 2003 wiederholte sich der Fall von 1991, als zwei ehemaligen Eurovision Interpreten zusammen den Wettbewerb moderierten. 2007 gab es, wie bereits 1999, wieder eine Moderation bestehend aus drei Moderatoren. Wobei es dabei die Besonderheit gab, dass die Moderatorin Krisse Salminen lediglich im Greenroom moderierte. 2009 gab es erstmals und zum bisher einzigen Mal den Fall, dass im Halbfinale andere Moderatoren eingesetzt wurden, als im Finale. Ebenfalls gab es mit Sakis Rouvas 2006, Željko Joksimović 2008 sowie Alsou 2009 einige vorherige Interpreten des Song Contests, die als Moderatoren fungierten.
| Jahr | Gastgeber    | Moderatoren                                                                    |
| ---- | ------------ | ------------------------------------------------------------------------------ |
| 2000 | Schweden     | Kattis Ahlström & Anders Lundin                                                |
| 2001 | Dänemark     | Natasja Crone & Søren Pilmark                                                  |
| 2002 | Estland      | Annely Peebo & Marko Matvere                                                   |
| 2003 | Lettland     | Marie N & Renārs Kaupers                                                       |
| 2004 | Türkei       | Meltem Cumbul & Korhan Abay                                                    |
| 2005 | Ukraine      | Marija Jefrossynina & Pawlo Schylko                                            |
| 2006 | Griechenland | Maria Menounos & Sakis Rouvas                                                  |
| 2007 | Finnland     | Jaana Pelkonen, Mikko Leppilampi & Krisse Salminen (Greenroom)                 |
| 2008 | Serbien      | Jovana Janković & Željko Joksimović                                            |
| 2009 | Russland     | Alsou & Ivan Urgant (Finale); Natalja Wodjanowa & Andrei Malachow (Semifinale) |

## Moderatoren 2010er

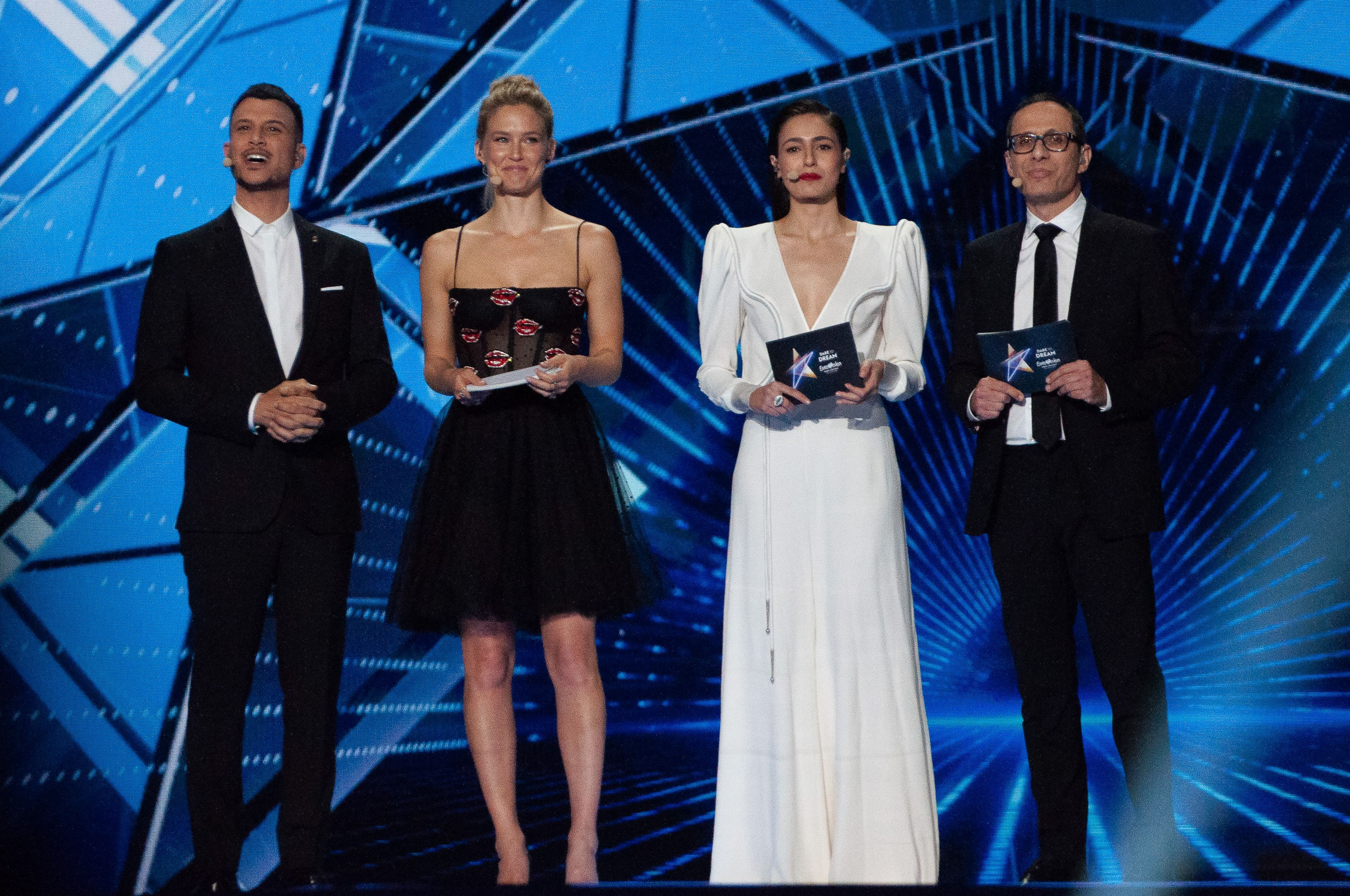
Bar Refaeli, Erez Tal, Assi Azar & Lucy Ayoub beim Wettbewerb 2019

In den 2010er Jahren gab es viele unterschiedliche Moderationszusammenstellungen, wovon viele Konstellationen erstmals auftraten. Von 2010 bis 2012 war es immer der Fall, dass zwei Moderatorinnen und ein Moderator durch die Veranstaltung führten. 2013 gab es dann erstmals seit 1995 wieder nur eine Moderatorin mit Petra Mede, auch wenn sie das Finale zusammen mit Eric Saade moderierte. Allerdings moderierte dieser nur im Greenroom während des Finales, da dieser räumlich getrennt lag von der Malmö Arena, wovon Mede aus moderierte. 2014 gab es dann erneut eine Moderation bestehend aus drei Personen, allerdings gab es dieses Mal zum bisher einzigen Mal bisher zwei Moderatoren und nur eine Moderatorin. 2015 gab es dann erstmal vier Moderatorinnen, wobei es auch das erste Mal seit 1995 der Fall war, dass kein Moderator als Gastgeber fungierte. 2016 gab es dann erstmals seit 2009 wieder ein Duett bestehend aus Moderator und Moderatorin. 2017 gab es erstmals den Fall, dass drei Moderatoren durch die drei Sendungen führten. Es war das erste Mal seit 1956, dass keine Moderatorin als Gastgeber mitwirkte. 2018 gab es dann wie 2015 wieder vier Moderatorinnen. 2019 gab es wieder vier Gastgeber, allerdings dieses Mal zum ersten Mal bestehend aus zwei Moderatoren und zwei Moderatorinnen.
Mit Stefan Raab 2011, Eldar Qasımov 2012, Eric Saade 2013, Conchita Wurst 2015 und Måns Zelmerlöw 2016 gab es erneut einige ehemalige Eurovision Interpreten, die als Gastgeber fungierten. Ebenfalls hervorzuheben ist Petra Mede, die in diesem Zeitraum zwei Mal als Gastgeberin fungierte.
| Jahr | Gastgeber     | Moderatoren                                                                         |
| ---- | ------------- | ----------------------------------------------------------------------------------- |
| 2010 | Norwegen      | Nadia Hasnaoui, Erik Solbakken & Haddy N’jie                                        |
| 2011 | Deutschland   | Anke Engelke, Stefan Raab & Judith Rakers                                           |
| 2012 | Aserbaidschan | Leyla Əliyeva, Eldar Qasımov & Nərgiz Birk-Petersen                                 |
| 2013 | Schweden      | Petra Mede & Eric Saade (Greenroom im Finale)                                       |
| 2014 | Dänemark      | Lise Rønne, Nikolaj Koppel & Pilou Asbæk                                            |
| 2015 | Österreich    | Alice Tumler, Arabella Kiesbauer, Mirjam Weichselbraun & Conchita Wurst (Greenroom) |
| 2016 | Schweden      | Petra Mede & Måns Zelmerlöw                                                         |
| 2017 | Ukraine       | Wolodymyr Ostaptschuk, Oleksandr Skitschko & Timur Miroschnytschenko                |
| 2018 | Portugal      | Catarina Furtado, Sílvia Alberto, Daniela Ruah & Filomena Cautela (Greenroom)       |
| 2019 | Israel        | Bar Refaeli, Erez Tal, Assi Azar & Lucy Ayoub                                       |

## Moderatoren 2020er
2020 sollten wieder, wie bereits 1999, 2007 und 2010 bis 2012 zwei Moderatorinnen und ein Moderator in der Hauptshow zum Einsatz kommen, während mit Nikkie de Jager erstmals eine Onlinemoderatorin zum Einsatz kommen sollte. Ferner hätte mit Edsilia Rombley eine ehemalige Kandidatin die Veranstaltung moderiert. Die Veranstaltung wurde jedoch aufgrund der COVID-19-Pandemie abgesagt. Janzen, Smit, Rombley sowie auch de Jager moderierten allerdings die Ersatzshow Eurovision: Europe Shine a Light. Am 18. September wurde dann bekanntgegeben, dass Janzen, Smit, Rombley und de Jager den ESC 2021 moderieren werden. Da de Jager 2021, anders als zunächst 2020 geplant, eine Hauptmoderatorin war, moderierten erstmals drei Frauen und ein Mann die Live-Show. 2022 moderierten zum zweiten Mal nach 2014 zwei Männer und eine Frau die Veranstaltung, zudem moderierten erstmals seit 2017 wieder drei Personen den ESC. 2023 im Halbfinale führten mit Hannah Waddingham, Julia Sanina und Alesha Dixon wie zuletzt 2015 drei Frauen durch die zwei Shows. Im Finale führte zusätzlich noch Graham Norton durch die Show, wodurch wie 2021 drei Frauen und ein Mann das Finale moderierten. Somit änderte sich zum ersten Mal seit 2013 die Moderatorenkonstellation im Finale. 2024 hat Petra Mede bereits zum dritten Mal den ESC moderiert. Da sie zusammen mit Malin Åkerman moderierte, wurde der ESC zum ersten Mal von zwei Frauen moderiert. 2025 moderierten Hazel Brugger und Sandra Studer die beiden Halbfinals, im Finale kam zusätzlich Michelle Hunziker zum Einsatz.
| Jahr | Gastgeber                                              | Moderatoren                                                                  |
| ---- | ------------------------------------------------------ | ---------------------------------------------------------------------------- |
| 2020 | Niederlande                                            | Chantal Janzen, Jan Smit und Edsilia Rombley Nikkie de Jager (Onlineinhalte) |
| 2021 | Niederlande                                            | Chantal Janzen, Jan Smit, Edsilia Rombley und Nikkie de Jager                |
| 2022 | Italien                                                | Alessandro Cattelan, Laura Pausini und Mika                                  |
| 2023 | Vereinigtes Königreich (in Vertretung für die Ukraine) | Hannah Waddingham, Julija Sanina, Alesha Dixon und Graham Norton (Finale)    |
| 2024 | Schweden                                               | Petra Mede & Malin Åkerman                                                   |
| 2025 | Schweiz                                                | Hazel Brugger, Sandra Studer und Michelle Hunziker (Finale)                  |